# Ящірки
Я́щірки (Lacertilia або Sauria) — підряд ряду лускатих (Squamata), парафілетична група.
Перші ящірки з'явились у тріасовому геологічному періоді.

## Морфологія
Тіло валькувате, стиснуте з боків або циліндричне, різного забарвлення. Шкіра у роговій лусці. Довжина від 3,5 см до 4 м (за неперевіреними даними до 5,5 м). Передня частина черепної коробки не повністю окостеніла. Верхня щелепа зрослась з іншими кістками черепа. Зуби прикріплені до внутрішньої поверхні щелепи або до її краю (перші — не заміняються). Язик може бути широким (гекони, агами), роздвоєним на кінці (варани), з присоскою на кінці (хамелеони). Кінцівки можуть бути добре розвинені або частково чи повністю редукованими. Повіки у більшості рухливі, рідше зрослі з прозорим «вікном». Копулятивний орган парний. Багато ящірок мають здатність до автотомії хвоста.

## Родини та інфраряди
Існує приблизно 20 сучасних родин:
- гекони, лусконоги, варани, безвухі варани, отрутозуби, агами, ігуани, теїди, геррозаври, веретенниці, сцинки, хамелеони, справжні ящірки, безногі ящірки, дібамові, ксенозаври, поясохвости, нічні ящірки, аноліси, шоломові ящірки, фрінозоми.

Ряд Ящірки складається з 5 інфрарядів:
- вараноподібні,
- веретінницеподібні,
- сцинкоподібні,
- геконоподібні,
- ігуаноподібні.

Існує приблизно 6000 видів ящірок.

## Біологія
Більшість веде наземний спосіб життя, деякі в ґрунті, піску, на деревах, на скелях, морська ігуана живе біля лінії прибою та заходить у воду. Деякі здатні до ширяння. Живляться переважно комахами та малими хребетними, рідше — рослиноїдні. Переважно яйцекладні, частина яйцеживородні та живородні. Деяким властивий партеногенез. Відкладають від 1 до 35 яєць, зазвичай у пергаментній оболонці. До 3-4 кладок за рік.